# Delphine Le Floch
Pour les articles homonymes, voir Le Floch.
Delphine Le Floch, née en 1970, est une nageuse synchronisée française.

## Biographie
Delphine Le Floch remporte la médaille d'argent par équipe aux Championnats d'Europe de natation 1991.